# Królowie Dźaisalmeru

## Władcy Lodorwy
Radźpucka dynastia Bhatiego
- Bhati (ok. 623-650)
- Waćharawa (ok. 650-670) [syn]
- Widźajarawa I (ok. 670-800) [syn]
- Mandźhamarawa (ok. 800-820) [syn]
- Kehara (ok. 820-840) [syn]
- Tanu (ok. 840-860) [syn]
- Widźajarawa II (ok. 860-880) [syn]
- Rawala Dewaradża (ok. 880-900) [syn]
- Mundha (ok. 900-910) [syn]
- Waććha (ok. 910-913) [syn]
- Lodorwa włączona do Deogarhu ok. 913

## Władcy Deogarhu
Radźpucka dynastia Bhatiego
- Deoradż (Dewaradża) I (władca (rawal) ok. 853-900)
- (?)Deoradż II
- Kapur (ok. 1030-1075)
- (?)Deoradż III (ok. 1075-1120)
- Dusadźha (ok. 1120-1160) [syn]
- Widźajarawa III (ok. 1160-1175)
- Bhodźa (ok. 1175-1180) [syn]
- Deogarh włączony do Dźaisalmeru ok. 1180

## Królowie Dźaisalmeru
- Dźaisal (Dźesala) (władca (rawal) 1156-1167) [brat Widźajarawy III]
- Śaliwahana (1167-1200) [syn]
- Waidźala (1200) [syn]
- Kailan (Kelhana) I (po 1200-1218) [stryj]
- Ćaćigadewa I (1218-1250) [syn]
- Karan Singh I (1250-po 1283) [syn]
- Dźaitra Singh (ok. 1297-1300) [syn]
- Punjapala (ok. 1300)
- Dźait Singh I (ok. 1300-1313) [wnuk Ćacigadewy I]
- Mulradż I (ok. 1313-1314) [syn]
- Zależność od Delhi ?-1399
- Ratan Singh (ok. 1314-?) [brat]
- Interregnum ok. 1320-1330)
- Duda (ok. 1330)
- Ghata Singh (ok. 1331-1361) [syn]
- Kehar (1361-?) [brat]
- Zależność od Timurydów 1399-1413
- Zależność od Delhi 1413-1526
- Lakhmana [syn]
- Wairi Singh (ok. 1436-1448)
- Ćaćigadewa II (1448-1467) [syn]
- Dewa Das (1467-1496) [syn]
- Dźait Singh II (1496-1528) [syn]
- Zależność od Mogołów 1526-1818
- Karan Singh II (1528) [syn]
- Lunkaran (1528-1550) [stryj]
- Baldeo (Malladewa) (1550-1561) [syn]
- Hariradża (1561-1577) [syn]
- Bhima (1577-1613) [syn]
- Kaljan Das (1613-1650) [brat]
- Manohar Das (1650) [syn]
- (?)Ramkhander (1650)
- Sabal Singhdźi (1651-1661) [prawnuk Baldeo]
- Amar Singhdźi (1661-1702) [syn]
- Dźaśwant Singhdźi (1702-1707) [syn]
- Budh Singhdźi (1707-1721) [wnuk]
- Tedź Singhdźi (1721-1722) [syn Amar Singhdźiego]
- Sawai Singhdźi (1722) [syn]
- Akhai Singhdźi (król (maharawal) 1722-1762) [syn Amar Singhdźiego]
- Mulradż II (1762-1820) [syn]
- Protektorat brytyjski 1818-1947
- Gadź Singhdźi (1820-1846) [wnuk]
- Randźit Singhdźi (1846-1864) [bratanek]
- Bairiśal (1864-1891) [brat]
- Śaliwahan Bahadur (Śjam Singh) (1891-1914) [syn adoptowany]
- Dźowahir Singhdźi Bahadur (1914-1949)
- Włączenie Dźaisalmeru do Indii 1949